# Фабрегас, Сеск
Франсе́ск Фа́брегас Соле́р (исп. Francesc Fàbregas Soler, испанский: [ˈfaβɾeɣas]; кат. Franceѕс Fabregas i Soler, каталанский: [ˈfaβɾəɣəs]; род. 4 мая 1987[…], Ареньс-де-Мар, Каталония), более известный как Се́ск Фа́брегас — испанский футболист, выступавший на позиции полузащитника, тренер. Главный тренер итальянского клуба «Комо».
Воспитывался в академии «Барселоны», в 2003 году перешёл в состав лондонского «Арсенала». Под руководством Арсена Венгера стал одним из лучших центральных полузащитников своего времени, отыграв за восемь сезонов свыше 300 матчей и удостоившись капитанской повязки в 2008 году. В 2011 году вернулся в «Барселону» за 20 млн евро. В 2014 году перешёл в лондонский «Челси».
Выступал за сборную Испании. Чемпион мира (2010), двукратный чемпион Европы (2008, 2012).

## Ранние годы
Франсеск Фабрегас родился 4 мая 1987 года в каталонском городе Ареньс-де-Мар, который находится на побережье Средиземного моря. Первым клубом Сеска стал «Матаро» из одноимённого города, однако уже в 10 лет его заметили скауты «Барселоны», и он перешёл в академию испанского гранда.
Здесь Фабрегас занял позицию опорного полузащитника, на которой в своё время выступал его кумир — Хосеп Гвардиола. Вместе с ним в той команде также играли будущие звёзды — Лионель Месси и Жерар Пике. Несмотря на его успехи (Фабрегас порой забивал за юношескую команду более 30 голов за сезон, хотя играл на позиции опорного полузащитника), перспективы Сеска в «Барселоне» были туманны, никто не знал, когда ему предоставят шанс пробиться в первую команду. Поэтому Арсену Венгеру не составило труда убедить Фабрегаса, что в его интересах будет перейти в «Арсенал», пообещав, что Сеск быстро получит возможность сыграть за основной состав «канониров».

## Клубная карьера

### «Арсенал»

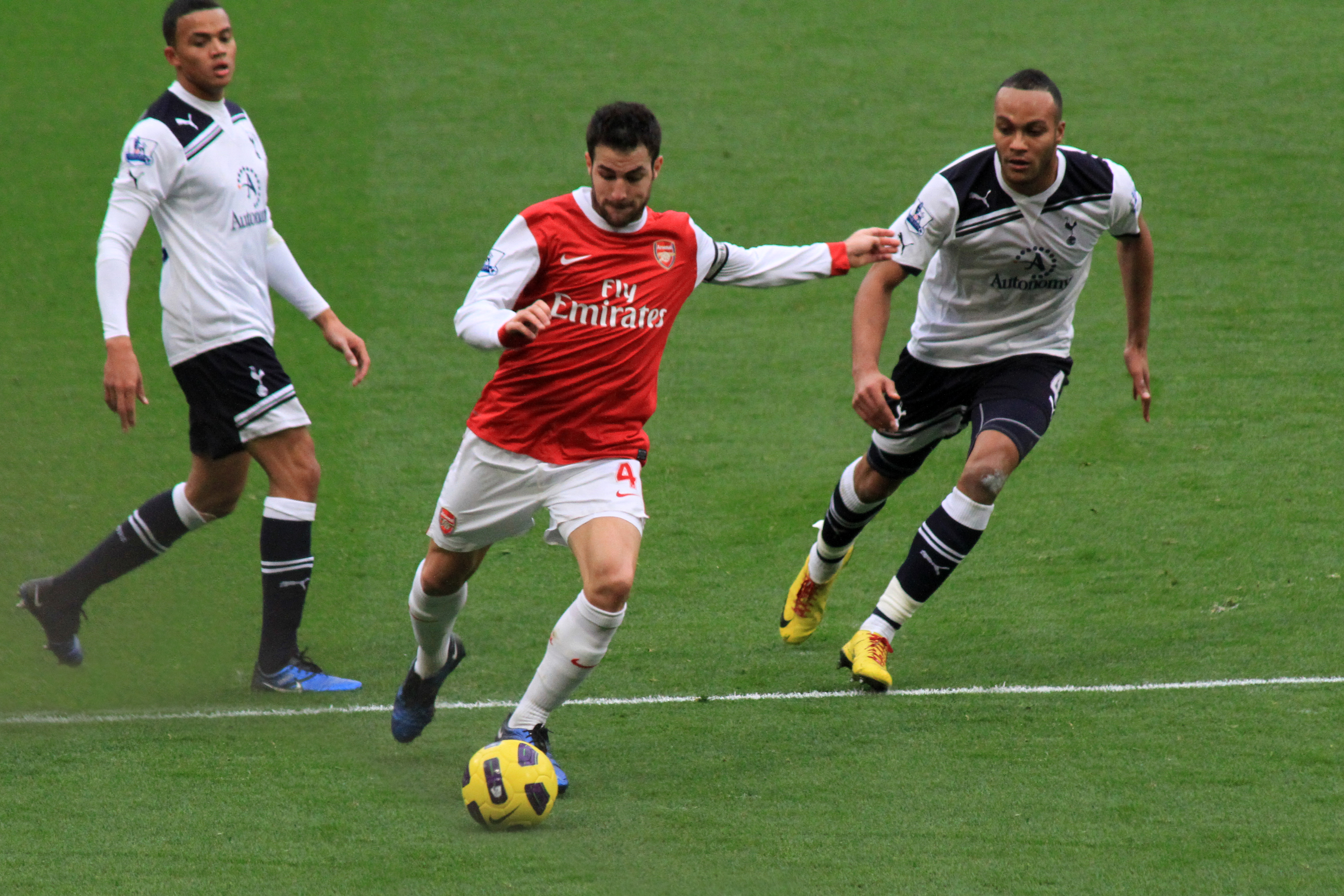
Фабрегас в матче против «Тоттэнхема»

Летом 2003 года Фабрегас перешёл в академию «Арсенала». В обратном направлении в качестве компенсации последовали Джованни ван Бронкхорст и 700 тыс. фунтов. Конечно, Венгер не мог сразу же выполнить своё обещание, Сеск не был готов выступать на таком уровне. Однако Фабрегас получил возможность играть в Кубке Футбольной лиги. 23 октября 2003 года Сеск дебютировал за «Арсенал» в матче против «Ротерем Юнайтед», став на тот момент самым молодым дебютантом в истории «канониров». Немного позже он забил свой первый гол за основной состав. Это случилось в поединке с «Вулверхэмптон Уондерерс», который закончился со счётом 5:1 в пользу «Арсенала».
Однако уже через год, в сезоне 2004/05, Фабрегас стал регулярно выходить в матчах первой команды «Арсенала» во всех турнирах. Этому поспособствовали и травмы центральных полузащитников. Патрик Виейра пропустил несколько матчей в начале сезона, затем Жилберту Силва вылетел почти до конца сезона. В сентябре 2004 года Сеск подписал свой первый профессиональный контракт. 7 декабря он забил свой первый гол в Лиге чемпионов УЕФА. Свой насыщенный сезон Сеск завершил на мажорной ноте, попав в основной состав «Арсенала» на финал Кубка Англии, который закончился победой «канониров» в серии пенальти.
После ухода из «Арсенала» капитана команды, француза Патрика Виейра, в «Ювентус», Фабрегас стал основным центральным полузащитником, а после конфликта Вильяма Галласа с Арсеном Венгером в 2008 году получил капитанскую повязку, став одним из самых молодых капитанов в истории клуба. К тому времени Фабрегас являлся безоговорочным лидером команды, был трижды признан лучшим игроком «Арсенала». Наиболее удачным для испанца выдался сезон 2009/2010, когда он вошёл в десятку лучших бомбардиров чемпионата, а в списке лучших ассистентов уступил лишь Фрэнку Лэмпарду, который сделал на два ассиста больше.

### «Барселона»
Испанские СМИ начали сообщать о его переходе в каталонский клуб, как только Сеск раскрылся в «Арсенале». Параллельно игроки «Барселоны» регулярно через СМИ призывали его присоединиться к ним. При каждом открытии трансферного окна в прессе появлялись слухи, что Сеск принял решение уйти и даже неофициально согласовал личный контракт, однако эти слухи тут же опровергались. Большой фурор вызвало заявление Сеска, сделанное в мае 2010 года. Он сказал, что не принимал решения покинуть «Арсенал», но играть за «Барселону» является мечтой, и, если он когда-нибудь покинет Лондон, то только ради каталонцев. Своё первое официальное предложение «Барселона» сделала летом 2010 года, несмотря на то, что незадолго до этого «Арсенал» заявил, что не будет вступать ни в какие переговоры по поводу продажи Фабрегаса. Предложение тут же было отклонено. Позднее «Барселона» незначительно увеличила предлагаемую сумму, однако это ничего не дало. Представители «Барселоны» открыто через прессу просили Сеска сделать всё, чтобы клуб продал его. Венгер всё это время неоднократно заявлял, что Сеск является ключевым игроком команды, поэтому продавать Фабрегаса он не планирует. Летом 2011 года ситуация достигла крайней точки. Сеск больше не опровергал желания присоединиться к каталонскому клубу уже сейчас. Но переговоры вышли долгими и трудными из-за нежелания «Барселоны» платить большие деньги за игрока, которого испанцы называли своим воспитанником. 14 августа официальный сайт «Арсенала» объявил, что была достигнута договоренность о переходе Сеска в каталонский клуб.

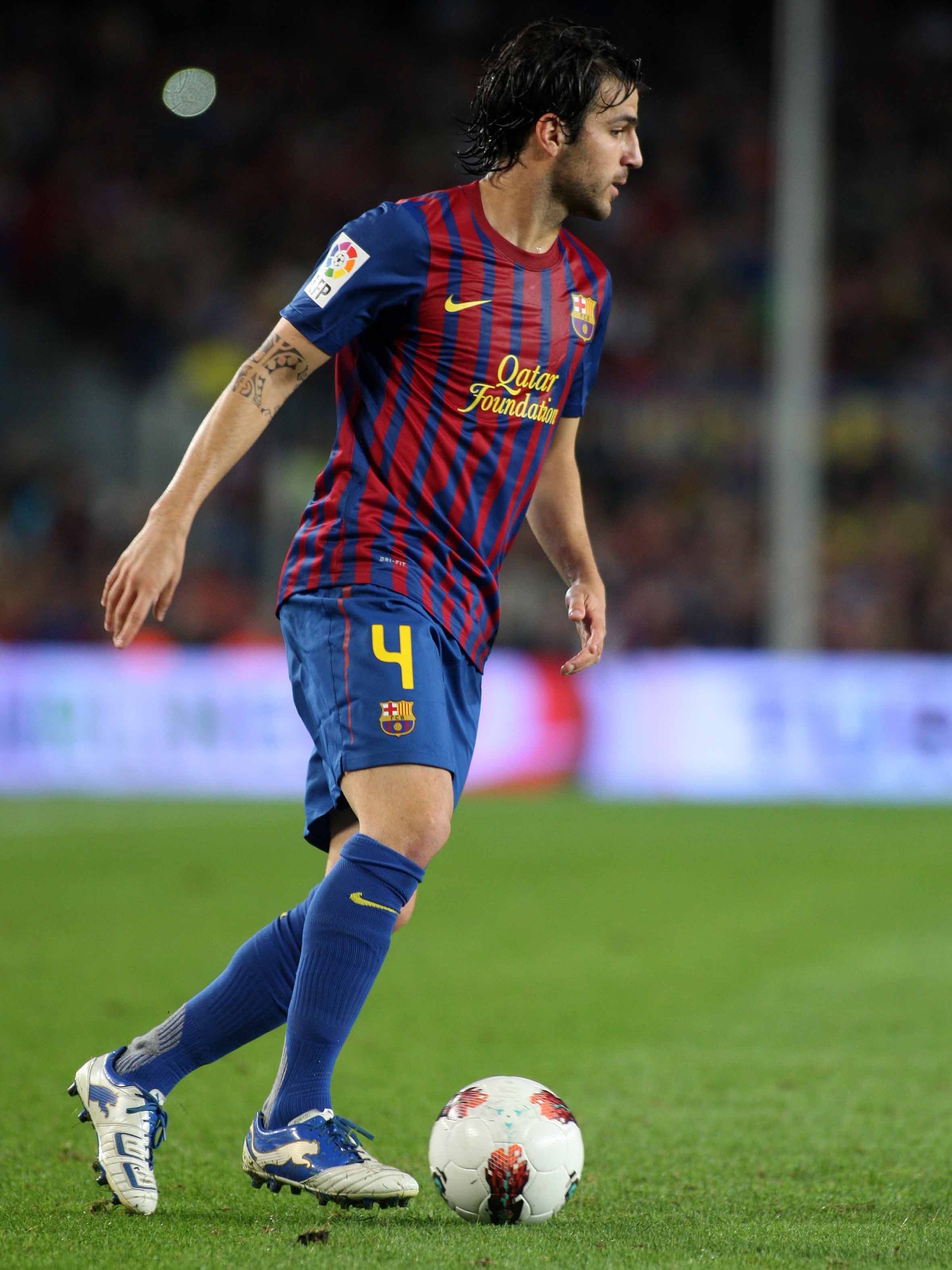
В составе «Барселоны», 2011 год

17 августа 2011 года дебютировал за «Барселону» в Эль-Класико против «Реал Мадрида» в рамках ответного матча за Суперкубок Испании 2011. Грубое нарушение на Фабрегасе в этом матче спровоцировало массовую драку между игроками и тренерами команд. 26 августа 2011 года в Суперкубке УЕФА (выигранном со счётом 2:0) в матче с «Порту» Сеск забил первый гол за «Барселону» в официальном матче. В целом Фабрегас довольно легко вписался в новый коллектив, став одним из наиболее заметных игроков клуба, однако его роль по сравнению с выступления в Англии изменилась. Если в «Арсенале» испанец был безоговорочным лидером, то в каталонском клубе ему пришлось довольствоваться ролью одного из лидеров, зачастую оставаясь в тени более опытных и авторитетных партнёров (таких как Лионель Месси, Хави и Андрес Иньеста). Несмотря на это в первом же сезоне в составе «Барселоны» (которую тренировал кумир Фабрегаса — Гвардиола) Сеск сумел завоевать три трофея. На протяжении следующих двух сезонов Фабрегас продолжал регулярно выходил на поле, являясь основным игроком каталонцев и пополнил коллекцию трофеев титулом чемпиона Испании.

### «Челси»
Летом 2014 года Фабрегас перешёл в «Челси», подписав с клубом пятилетний контракт. Этому способствовал неудачный сезон, который не принёс «Барселоне» новых трофеев, а также желание самого Сеска вернуться в Англию. Первый сезон в «Челси» стал одним из самых удачных в карьере Фабрегаса: только в Премьер-лиге полузащитник отдал 18 голевых передач, став лучшим ассистентом чемпионата, а «пенсионеры» впервые за пять лет сумели выиграть чемпионский титул, попутно завоевав и Кубок лиги. Уже следующий сезон закончился для «Челси» провалом (команда заняла в чемпионате лишь 10-е место).
С приходом на тренерский мостик «Челси» Антонио Конте Фабрегас перестал быть безоговорочно игроком стартового состава, однако его роль в игре команды продолжала быть достаточно высокой: нередко Сеск выступал в роли «джокера», выходя на поле по ходу матча и успевая отметиться голом или голевой передачей. За это время коллекция трофеев испанского полузащитника пополнилась вторым чемпионским титулом Премьер лиги, а также Кубком Англии. Также Фабрегас стал первым игроком в истории английской Премьер-лиги, которому удавалось отдавать более десяти результативных передач в течение шести сезонов. В сезоне 2017/2018 Фабрегас являлся игроком стартового состава, выиграл с «Челси» Кубок Англии. В Премьер-Лиге на счету испанца 2 гола. Однако после ухода Конте Фабрегас окончательно выпал из основного состава команды, что привело к слухам о возможном уходе футболиста.

### «Монако»
11 января 2019 официальный сайт «Монако» объявил о подписании трёхлетнего контракта с Фабрегасом, условия контракта не разглашаются. В матче против «Тулузы» забил первый мяч за новый клуб, который стал победным.

### «Комо»
1 августа 2022 года Фабрегас перешёл в итальянский клуб из серии B «Комо» на правах свободного агента. Контракт был подписан на два года. Через год, 1 июля 2023 года, объявил о завершении карьеры футболиста.

## Карьера в сборной

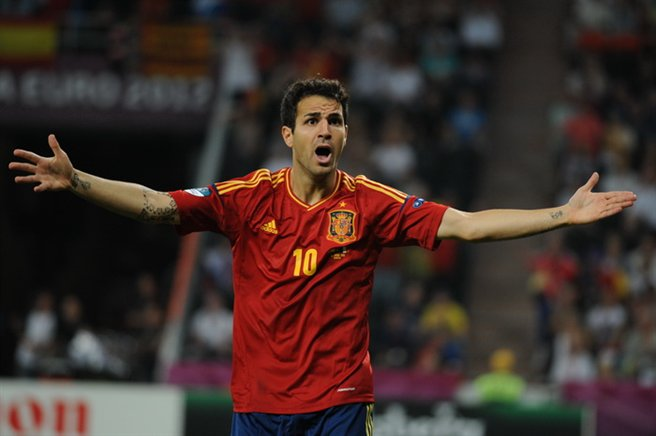
Фабрегас в составе сборной Испании

С 2006 года играет за сборную Испании, участник чемпионата мира 2006 года. Стал самым молодым футболистом, игравшим за сборную Испании на чемпионатах мира — 19 лет и 41 день (в игре с Украиной 14 июня). В 2008 году, вместе со сборной выиграл чемпионат Европы. Победитель чемпионата мира 2010. 11 июля 2010 года в финале чемпионата мира на 116-й минуте отдал голевой пас на Андреса Иньесту. Через два года сборная Испании вновь выиграла чемпионат Европы. Фабрегас забил 2 мяча и вошёл в символическую сборную турнира. Сеск является лидером по голевым передачам за всю историю национальной сборной (36), следом идёт Давид Сильва (32) 

## Тренерская карьера
1 июля 2023 года, в день окончания игровой карьеры, Фабрегас стал тренером молодёжной (до 19 лет) команды «Комо». 13 ноября 2023 года испанец был назначен исполняющим обязанности главного тренера «Комо» после отставки Морено Лонго. Под руководством испанского специалиста «Комо» провёл пять матчей, после чего команду возглавил Марко Кассетти, а Фабрегас занял должность его ассистента. 19 июля 2024 года Фабрегас стал главным тренером «Комо», который вернулся в Серию А спустя 21 год, подписав с клубом долгосрочный контракт. По итогам сезона 2024/2025 «Комо» финишировал на 10-м месте в турнирной таблице, избежав борьбы за выживание, а Фабрегас был признан лучшим тренером месяца в Серии А в апреле и мае 2025 года.

## Достижения

### Командные
«Арсенал»
- Обладатель Кубка Англии: 2004/05
- Обладатель Суперкубка Англии: 2004

«Барселона»
- Чемпион Испании: 2012/13
- Обладатель Кубка Испании: 2011/12
- Обладатель Суперкубка Испании (2): 2011, 2013
- Обладатель Суперкубка УЕФА: 2011
- Победитель Клубного чемпионата мира: 2011

«Челси»
- Чемпион Англии (2): 2014/15, 2016/17
- Обладатель Кубка Англии: 2017/18
- Обладатель Кубка Футбольной лиги: 2014/15
- Победитель Лиги Европы УЕФА: 2018/19

Сборная Испании
- Чемпион мира: 2010
- Чемпион Европы (2): 2008, 2012

### Личные
- Лучший игрок чемпионата мира среди юношей: 2003
- Обладатель трофея «Браво»: 2006
- Обладатель трофея «Golden Boy»: 2006
- Игрок года в «Арсенале» (3): 2007, 2008, 2010
- Игрок месяца английской Премьер-лиги (2): Январь 2007, Сентябрь 2007
- Команда года по версии European Sports Media (2): 2008, 2010
- Молодой игрок года по версии ПФА: 2008
- Команда года по версии ПФА (2): 2008, 2010
- Команда года по версии УЕФА (2): 2006, 2008
- Член символической сборной из лучших игроков чемпионата Европы (2): 2008, 2012
- Лучший ассистент чемпионата Европы: 2008[21]
- Лучший ассистент Английской Премьер-лиги: 2007/08, 2014/15
- Лучший ассистент в истории сборной Испании: 36 голевых передач

## Личная жизнь
С 2012 года Фабрегас (1987 г. р.) встречается с ливанкой Даниэллой Семаан (04.06.1975). У пары есть трое детей: Лия (10.04.2013), Капри (10.07.2015) и Леонардо (04.04.2017). Также у Семаан есть 18-летняя дочь Мария и 13-летний сын Джозеф от предыдущего брака с Эли Тактуком. В 2018 году Фабрегас женился на Семаан.

## Статистика выступлений

### Клубная статистика
| Выступление      | Выступление      | Выступление      | Лига | Лига | Кубок страны | Кубок страны | Кубок лиги | Кубок лиги | Еврокубки | Еврокубки | Прочие | Прочие | Итого | Итого |
| Клуб             | Лига             | Сезон            | Игры | Голы | Игры         | Голы         | Игры       | Голы       | Игры      | Голы      | Игры   | Голы   | Игры  | Голы  |
| ---------------- | ---------------- | ---------------- | ---- | ---- | ------------ | ------------ | ---------- | ---------- | --------- | --------- | ------ | ------ | ----- | ----- |
| Арсенал          | Премьер-лига     | 2003/04          | 0    | 0    | 0            | 0            | 3          | 1          | 0         | 0         | 0      | 0      | 3     | 1     |
| Арсенал          | Премьер-лига     | 2004/05          | 33   | 2    | 6            | 0            | 1          | 0          | 5         | 1         | 1      | 0      | 46    | 3     |
| Арсенал          | Премьер-лига     | 2005/06          | 35   | 3    | 0            | 0            | 1          | 0          | 13        | 1         | 1      | 1      | 50    | 5     |
| Арсенал          | Премьер-лига     | 2006/07          | 38   | 2    | 2            | 0            | 4          | 0          | 10        | 2         | —      | —      | 54    | 4     |
| Арсенал          | Премьер-лига     | 2007/08          | 32   | 7    | 1            | 0            | 2          | 0          | 10        | 6         | —      | —      | 45    | 13    |
| Арсенал          | Премьер-лига     | 2008/09          | 22   | 3    | 1            | 0            | 0          | 0          | 10        | 0         | —      | —      | 33    | 3     |
| Арсенал          | Премьер-лига     | 2009/10          | 27   | 15   | 1            | 0            | 0          | 0          | 8         | 4         | —      | —      | 36    | 19    |
| Арсенал          | Премьер-лига     | 2010/11          | 25   | 3    | 3            | 2            | 3          | 1          | 5         | 3         | —      | —      | 36    | 9     |
| Арсенал          | Итого            | Итого            | 212  | 35   | 14           | 2            | 14         | 2          | 61        | 17        | 2      | 1      | 303   | 57    |
| Барселона        | Примера          | 2011/12          | 28   | 9    | 8            | 3            | —          | —          | 9         | 1         | 3      | 2      | 48    | 15    |
| Барселона        | Примера          | 2012/13          | 32   | 11   | 7            | 2            | —          | —          | 8         | 1         | 1      | 0      | 48    | 14    |
| Барселона        | Примера          | 2013/14          | 36   | 8    | 8            | 4            | —          | —          | 9         | 1         | 2      | 0      | 55    | 13    |
| Барселона        | Итого            | Итого            | 96   | 28   | 23           | 9            | —          | —          | 26        | 3         | 6      | 2      | 151   | 42    |
| Челси            | Премьер-лига     | 2014/15          | 34   | 3    | 1            | 0            | 4          | 0          | 8         | 2         | —      | —      | 47    | 5     |
| Челси            | Премьер-лига     | 2015/16          | 37   | 5    | 4            | 0            | 0          | 0          | 7         | 1         | 1      | 0      | 49    | 6     |
| Челси            | Премьер-лига     | 2016/17          | 29   | 5    | 6            | 0            | 2          | 2          | —         | —         | —      | —      | 37    | 7     |
| Челси            | Премьер-лига     | 2017/18          | 32   | 2    | 4            | 0            | 4          | 0          | 8         | 1         | 1      | 0      | 49    | 3     |
| Челси            | Премьер-лига     | 2018/19          | 6    | 0    | 1            | 0            | 3          | 1          | 5         | 0         | 1      | 0      | 16    | 1     |
| Челси            | Итого            | Итого            | 138  | 15   | 16           | 0            | 13         | 3          | 28        | 4         | 3      | 0      | 198   | 22    |
| Монако           | Лига 1           | 2018/19          | 13   | 1    | 1            | 0            | 1          | 0          | 0         | 0         | —      | —      | 15    | 1     |
| Монако           | Лига 1           | 2019/20          | 18   | 0    | 2            | 0            | 2          | 0          | —         | —         | —      | —      | 22    | 0     |
| Монако           | Лига 1           | 2020/21          | 20   | 2    | 5            | 1            | —          | —          | —         | —         | —      | —      | 25    | 3     |
| Монако           | Лига 1           | 2021/22          | 2    | 0    | 0            | 0            | —          | —          | 3         | 0         | —      | —      | 5     | 0     |
| Монако           | Итого            | Итого            | 54   | 3    | 8            | 1            | 3          | 0          | 3         | 0         | —      | —      | 68    | 4     |
| Монако B         | Насьональ 2      | 2021/22          | 1    | 0    | —            | —            | —          | —          | —         | —         | —      | —      | 1     | 0     |
| Монако B         | Итого            | Итого            | 1    | 0    | —            | —            | —          | —          | —         | —         | —      | —      | 1     | 0     |
| Комо             | Серия B          | 2022/23          | 17   | 0    | 0            | 0            | —          | —          | —         | —         | —      | —      | 17    | 0     |
| Комо             | Итого            | Итого            | 17   | 0    | 0            | 0            | —          | —          | —         | —         | —      | —      | 17    | 0     |
| Всего за карьеру | Всего за карьеру | Всего за карьеру | 518  | 81   | 61           | 12           | 30         | 5          | 118       | 24        | 11     | 3      | 738   | 125   |

### Выступления за сборную
| Сборная          | Год              | Отборочные матчи ЧМ | Отборочные матчи ЧМ | Финальные матчи ЧМ | Финальные матчи ЧМ | Отборочные матчи ЧЕ | Отборочные матчи ЧЕ | Финальные матчи ЧЕ | Финальные матчи ЧЕ | Кубки конфедераций | Кубки конфедераций | Товарищеские матчи | Товарищеские матчи | Итого | Итого |
| Сборная          | Год              | Игры                | Голы                | Игры               | Голы               | Игры                | Голы                | Игры               | Голы               | Игры               | Голы               | Игры               | Голы               | Игры  | Голы  |
| ---------------- | ---------------- | ------------------- | ------------------- | ------------------ | ------------------ | ------------------- | ------------------- | ------------------ | ------------------ | ------------------ | ------------------ | ------------------ | ------------------ | ----- | ----- |
| Испания          | 2006             | -                   | -                   | 4                  | 0                  | 3                   | 0                   | -                  | -                  | -                  | -                  | 7                  | 0                  | 14    | 0     |
| Испания          | 2007             | -                   | -                   | -                  | -                  | 5                   | 0                   | -                  | -                  | -                  | -                  | 3                  | 0                  | 8     | 0     |
| Испания          | 2008             | 4                   | 0                   | -                  | -                  | -                   | -                   | 6                  | 1                  | -                  | -                  | 5                  | 0                  | 15    | 1     |
| Испания          | 2009             | 3                   | 2                   | -                  | -                  | -                   | -                   | -                  | -                  | 3                  | 1                  | 4                  | 1                  | 10    | 4     |
| Испания          | 2010             | -                   | -                   | 4                  | 0                  | 1                   | 0                   | -                  | -                  | -                  | -                  | 6                  | 1                  | 11    | 1     |
| Испания          | 2011             | -                   | -                   | -                  | -                  | 1                   | 0                   | -                  | -                  | -                  | -                  | 3                  | 2                  | 4     | 2     |
| Испания          | 2012             | 3                   | 0                   | -                  | -                  | -                   | -                   | 6                  | 2                  | -                  | -                  | 4                  | 1                  | 13    | 3     |
| Испания          | 2013             | 4                   | 0                   | -                  | -                  | -                   | -                   | -                  | -                  | 3                  | 0                  | 4                  | 2                  | 11    | 2     |
| Испания          | 2014             | -                   | -                   | 2                  | 0                  | 2                   | 0                   | -                  | -                  | -                  | -                  | 4                  | 0                  | 8     | 0     |
| Испания          | 2015             | -                   | -                   | -                  | -                  | 4                   | 0                   | -                  | -                  | -                  | -                  | 3                  | 1                  | 7     | 1     |
| Испания          | 2016             | -                   | -                   | -                  | -                  | -                   | -                   | 4                  | 0                  | -                  | -                  | 5                  | 1                  | 9     | 1     |
| Всего за карьеру | Всего за карьеру | 14                  | 2                   | 10                 | 0                  | 16                  | 0                   | 16                 | 3                  | 6                  | 1                  | 48                 | 9                  | 110   | 15    |

### Матчи и голы за сборную
| Матчи и голы Сеска Фабрегаса за сборную Испании | Матчи и голы Сеска Фабрегаса за сборную Испании | Матчи и голы Сеска Фабрегаса за сборную Испании | Матчи и голы Сеска Фабрегаса за сборную Испании | Матчи и голы Сеска Фабрегаса за сборную Испании | Матчи и голы Сеска Фабрегаса за сборную Испании |
| №                                               | Дата                                            | Оппонент                                        | Счёт                                            | Голы                                            | Соревнование                                    |
| ----------------------------------------------- | ----------------------------------------------- | ----------------------------------------------- | ----------------------------------------------- | ----------------------------------------------- | ----------------------------------------------- |
| 1                                               | 1 марта 2006                                    | Кот-д’Ивуар                                     | 3:2                                             | —                                               | Товарищеский матч                               |
| 2                                               | 27 мая 2006                                     | Россия                                          | 0:0                                             | —                                               | Товарищеский матч                               |
| 3                                               | 3 июня 2006                                     | Египет                                          | 2:0                                             | —                                               | Товарищеский матч                               |
| 4                                               | 7 июня 2006                                     | Хорватия                                        | 2:1                                             | —                                               | Товарищеский матч                               |
| 5                                               | 14 июня 2006                                    | Украина                                         | 4:0                                             | —                                               | Финальные матчи ЧМ-2006                         |
| 6                                               | 19 июня 2006                                    | Тунис                                           | 3:1                                             | —                                               | Финальные матчи ЧМ-2006                         |
| 7                                               | 23 июня 2006                                    | Саудовская Аравия                               | 1:0                                             | —                                               | Финальные матчи ЧМ-2006                         |
| 8                                               | 27 июня 2006                                    | Франция                                         | 1:3                                             | —                                               | Финальные матчи ЧМ-2006                         |
| 9                                               | 15 августа 2006                                 | Исландия                                        | 0:0                                             | —                                               | Товарищеский матч                               |
| 10                                              | 2 сентября 2006                                 | Лихтенштейн                                     | 4:0                                             | —                                               | Отборочные матчи ЧЕ-2008                        |
| 11                                              | 6 сентября 2006                                 | Северная Ирландия                               | 2:3                                             | —                                               | Отборочные матчи ЧЕ-2008                        |
| 12                                              | 7 октября 2006                                  | Швеция                                          | 0:2                                             | —                                               | Отборочные матчи ЧЕ-2008                        |
| 13                                              | 11 октября 2006                                 | Аргентина                                       | 2:1                                             | —                                               | Товарищеский матч                               |
| 14                                              | 15 ноября 2006                                  | Румыния                                         | 0:1                                             | —                                               | Товарищеский матч                               |
| 15                                              | 24 марта 2007                                   | Дания                                           | 2:1                                             | —                                               | Отборочные матчи ЧЕ-2008                        |
| 16                                              | 6 июня 2007                                     | Лихтенштейн                                     | 2:0                                             | —                                               | Отборочные матчи ЧЕ-2008                        |
| 17                                              | 21 августа 2007                                 | Греция                                          | 3:2                                             | —                                               | Товарищеский матч                               |
| 18                                              | 12 сентября 2007                                | Латвия                                          | 2:0                                             | —                                               | Отборочные матчи ЧЕ-2008                        |
| 19                                              | 13 октября 2007                                 | Дания                                           | 3:1                                             | —                                               | Отборочные матчи ЧЕ-2008                        |
| 20                                              | 17 октября 2007                                 | Финляндия                                       | 0:0                                             | —                                               | Товарищеский матч                               |
| 21                                              | 17 ноября 2007                                  | Швеция                                          | 3:0                                             | —                                               | Отборочные матчи ЧЕ-2008                        |
| 22                                              | 21 ноября 2007                                  | Северная Ирландия                               | 1:0                                             | —                                               | Отборочные матчи ЧЕ-2008                        |
| 23                                              | 6 февраля 2008                                  | Франция                                         | 1:0                                             | —                                               | Товарищеский матч                               |
| 24                                              | 27 марта 2008                                   | Италия                                          | 1:0                                             | —                                               | Товарищеский матч                               |
| 25                                              | 31 мая 2008                                     | Перу                                            | 2:1                                             | —                                               | Товарищеский матч                               |
| 26                                              | 4 июня 2008                                     | США                                             | 1:0                                             | —                                               | Товарищеский матч                               |
| 27                                              | 10 июня 2008                                    | Россия                                          | 4:1                                             | 1                                               | Финальные матчи ЧЕ-2008                         |
| 28                                              | 14 июня 2008                                    | Швеция                                          | 2:1                                             | —                                               | Финальные матчи ЧЕ-2008                         |
| 29                                              | 18 июня 2008                                    | Греция                                          | 2:1                                             | —                                               | Финальные матчи ЧЕ-2008                         |
| 30                                              | 22 июня 2008                                    | Италия                                          | 0:0, 4:2, пен.                                  | —                                               | Финальные матчи ЧЕ-2008                         |
| 31                                              | 26 июня 2008                                    | Россия                                          | 3:0                                             | —                                               | Финальные матчи ЧЕ-2008                         |
| 32                                              | 29 июня 2008                                    | Германия                                        | 1:0                                             | —                                               | Финальные матчи ЧЕ-2008                         |
| 33                                              | 6 сентября 2008                                 | Босния и Герцеговина                            | 1:0                                             | —                                               | Отборочные матчи ЧМ-2010                        |
| 34                                              | 10 сентября 2008                                | Армения                                         | 4:0                                             | —                                               | Товарищеский матч                               |
| 35                                              | 11 октября 2008                                 | Эстония                                         | 3:0                                             | —                                               | Отборочные матчи ЧМ-2010                        |
| 36                                              | 15 октября 2008                                 | Бельгия                                         | 2:1                                             | —                                               | Отборочные матчи ЧМ-2010                        |
| 37                                              | 19 ноября 2008                                  | Чили                                            | 3:0                                             | —                                               | Товарищеский матч                               |
| 38                                              | 9 июня 2009                                     | Азербайджан                                     | 6:0                                             | —                                               | Товарищеский матч                               |
| 39                                              | 14 июня 2009                                    | Новая Зеландия                                  | 5:0                                             | 1                                               | Кубок конфедераций 2009                         |
| 40                                              | 20 июня 2009                                    | ЮАР                                             | 2:0                                             | —                                               | Кубок конфедераций 2009                         |
| 41                                              | 24 июня 2009                                    | США                                             | 0:2                                             | —                                               | Кубок конфедераций 2009                         |
| 42                                              | 12 августа 2009                                 | Македония                                       | 3:2                                             | —                                               | Товарищеский матч                               |
| 43                                              | 5 сентября 2009                                 | Бельгия                                         | 5:0                                             | —                                               | Отборочные матчи ЧМ-2010                        |
| 44                                              | 9 сентября 2009                                 | Эстония                                         | 3:0                                             | 1                                               | Отборочные матчи ЧМ-2010                        |
| 45                                              | 10 октября 2009                                 | Армения                                         | 2:1                                             | 1                                               | Отборочные матчи ЧМ-2010                        |
| 46                                              | 14 ноября 2009                                  | Аргентина                                       | 2:1                                             | —                                               | Товарищеский матч                               |
| 47                                              | 18 ноября 2009                                  | Австрия                                         | 5:1                                             | 1                                               | Товарищеский матч                               |
| 48                                              | 3 марта 2010                                    | Франция                                         | 2:0                                             | —                                               | Товарищеский матч                               |
| 49                                              | 3 июня 2010                                     | Республика Корея                                | 1:0                                             | —                                               | Товарищеский матч                               |
| 50                                              | 8 июня 2010                                     | Польша                                          | 6:0                                             | 1                                               | Товарищеский матч                               |
| 51                                              | 21 июня 2010                                    | Гондурас                                        | 2:0                                             | —                                               | Финальные матчи ЧМ-2010                         |
| 52                                              | 25 июня 2010                                    | Чили                                            | 2:1                                             | —                                               | Финальные матчи ЧМ-2010                         |
| 53                                              | 3 июля 2010                                     | Парагвай                                        | 1:0                                             | —                                               | Финальные матчи ЧМ-2010                         |
| 54                                              | 11 июля 2010                                    | Нидерланды                                      | 1:0                                             | —                                               | Финальные матчи ЧМ-2010                         |
| 55                                              | 11 августа 2010                                 | Мексика                                         | 1:1                                             | —                                               | Товарищеский матч                               |
| 56                                              | 3 сентября 2010                                 | Лихтенштейн                                     | 4:0                                             | —                                               | Отборочные матчи ЧЕ-2012                        |
| 57                                              | 7 сентября 2010                                 | Аргентина                                       | 1:4                                             | —                                               | Товарищеский матч                               |
| 58                                              | 17 ноября 2010                                  | Португалия                                      | 0:4                                             | —                                               | Товарищеский матч                               |
| 59                                              | 2 сентября 2011                                 | Чили                                            | 3:2                                             | 2                                               | Товарищеский матч                               |
| 60                                              | 6 сентября 2010                                 | Лихтенштейн                                     | 6:0                                             | —                                               | Отборочные матчи ЧЕ-2012                        |
| 61                                              | 12 ноября 2011                                  | Англия                                          | 0:1                                             | —                                               | Товарищеский матч                               |
| 62                                              | 15 ноября 2011                                  | Коста-Рика                                      | 2:2                                             | —                                               | Товарищеский матч                               |
| 63                                              | 29 февраля 2012                                 | Венесуэла                                       | 5:0                                             | —                                               | Товарищеский матч                               |
| 64                                              | 10 июня 2012                                    | Италия                                          | 1:1                                             | 1                                               | Финальные матчи ЧЕ-2012                         |
| 65                                              | 14 июня 2012                                    | Ирландия                                        | 4:0                                             | 1                                               | Финальные матчи ЧЕ-2012                         |
| 66                                              | 18 июня 2012                                    | Хорватия                                        | 1:0                                             | —                                               | Финальные матчи ЧЕ-2012                         |
| 67                                              | 23 июня 2012                                    | Франция                                         | 2:0                                             | —                                               | Финальные матчи ЧЕ-2012                         |
| 68                                              | 27 июня 2012                                    | Португалия                                      | 0:0, 4:2, пен.                                  | —                                               | Финальные матчи ЧЕ-2012                         |
| 69                                              | 1 июля 2012                                     | Италия                                          | 4:0                                             | —                                               | Финальные матчи ЧЕ-2012                         |
| 70                                              | 16 августа 2012                                 | Пуэрто-Рико                                     | 2:1                                             | 1                                               | Товарищеский матч                               |
| 71                                              | 7 сентября 2012                                 | Саудовская Аравия                               | 5:0                                             | —                                               | Товарищеский матч                               |
| 72                                              | 11 сентября 2012                                | Грузия                                          | 1:0                                             | —                                               | Отборочные матчи ЧМ-2014                        |
| 73                                              | 12 октября 2012                                 | Беларусь                                        | 4:0                                             | —                                               | Отборочные матчи ЧМ-2014                        |
| 74                                              | 16 октября 2012                                 | Франция                                         | 1:1                                             | —                                               | Отборочные матчи ЧМ-2014                        |
| 75                                              | 14 ноября 2012                                  | Панама                                          | 5:1                                             | —                                               | Товарищеский матч                               |
| 76                                              | 6 февраля 2013                                  | Уругвай                                         | 3:1                                             | 1                                               | Товарищеский матч                               |
| 77                                              | 22 марта 2013                                   | Финляндия                                       | 1:1                                             | —                                               | Отборочные матчи ЧМ-2014                        |
| 78                                              | 26 марта 2013                                   | Франция                                         | 1:0                                             | —                                               | Отборочные матчи ЧМ-2014                        |
| 79                                              | 9 июня 2013                                     | Республика Гаити                                | 2:1                                             | 1                                               | Товарищеский матч                               |
| 80                                              | 12 июня 2013                                    | Ирландия                                        | 2:0                                             | —                                               | Товарищеский матч                               |
| 81                                              | 17 июня 2013                                    | Уругвай                                         | 2:1                                             | —                                               | Кубок конфедераций 2013                         |
| 82                                              | 20 июня 2013                                    | Таити                                           | 10:0                                            | —                                               | Кубок конфедераций 2013                         |
| 83                                              | 23 июня 2013                                    | Нигерия                                         | 3:0                                             | —                                               | Кубок конфедераций 2013                         |
| 84                                              | 6 сентября 2013                                 | Финляндия                                       | 2:0                                             | —                                               | Отборочные матчи ЧМ-2014                        |
| 85                                              | 10 сентября 2013                                | Чили                                            | 2:2                                             | —                                               | Товарищеский матч                               |
| 86                                              | 11 октября 2012                                 | Беларусь                                        | 2:1                                             | —                                               | Отборочные матчи ЧМ-2014                        |
| 87                                              | 5 марта 2014                                    | Италия                                          | 1:0                                             | —                                               | Товарищеский матч                               |
| 88                                              | 30 мая 2014                                     | Боливия                                         | 2:0                                             | —                                               | Товарищеский матч                               |
| 89                                              | 7 июня 2014                                     | Сальвадор                                       | 2:0                                             | —                                               | Товарищеский матч                               |
| 90                                              | 13 июня 2014                                    | Нидерланды                                      | 1:5                                             | —                                               | Финальные матчи ЧМ-2014                         |
| 91                                              | 23 июня 2014                                    | Австралия                                       | 3:0                                             | —                                               | Финальные матчи ЧМ-2014                         |
| 92                                              | 4 сентября 2014                                 | Франция                                         | 0:1                                             | —                                               | Товарищеский матч                               |
| 93                                              | 8 сентября 2014                                 | Македония                                       | 5:1                                             | —                                               | Отборочные матчи ЧЕ-2016                        |
| 94                                              | 9 октября 2014                                  | Словакия                                        | 1:2                                             | —                                               | Отборочные матчи ЧЕ-2016                        |
| 95                                              | 31 марта 2015                                   | Нидерланды                                      | 0:2                                             | —                                               | Товарищеский матч                               |
| 96                                              | 11 июня 2015                                    | Коста-Рика                                      | 2:1                                             | 1                                               | Товарищеский матч                               |
| 97                                              | 15 июня 2015                                    | Беларусь                                        | 1:0                                             | —                                               | Отборочные матчи ЧЕ-2016                        |
| 98                                              | 5 сентября 2015                                 | Словакия                                        | 2:0                                             | —                                               | Отборочные матчи ЧЕ-2016                        |
| 99                                              | 9 октября 2015                                  | Люксембург                                      | 4:0                                             | —                                               | Отборочные матчи ЧЕ-2016                        |
| 100                                             | 13 октября 2015                                 | Украина                                         | 1:0                                             | —                                               | Отборочные матчи ЧЕ-2016                        |
| 101                                             | 13 ноября 2015                                  | Англия                                          | 2:0                                             | —                                               | Товарищеский матч                               |
| 102                                             | 24 марта 2016                                   | Италия                                          | 1:1                                             | —                                               | Товарищеский матч                               |
| 103                                             | 27 марта 2016                                   | Румыния                                         | 0:0                                             | —                                               | Товарищеский матч                               |
| 104                                             | 29 мая 2016                                     | Босния и Герцеговина                            | 3:1                                             | —                                               | Товарищеский матч                               |
| 105                                             | 1 июня 2016                                     | Республика Корея                                | 6:1                                             | 1                                               | Товарищеский матч                               |
| 106                                             | 7 июня 2016                                     | Грузия                                          | 0:1                                             | —                                               | Товарищеский матч                               |
| 107                                             | 13 июня 2016                                    | Чехия                                           | 1:0                                             | —                                               | Финальные матчи ЧЕ-2016                         |
| 108                                             | 17 июня 2016                                    | Турция                                          | 3:0                                             | —                                               | Финальные матчи ЧЕ-2016                         |
| 109                                             | 21 июня 2016                                    | Хорватия                                        | 1:2                                             | —                                               | Финальные матчи ЧЕ-2016                         |
| 110                                             | 27 июня 2016                                    | Италия                                          | 0:2                                             | —                                               | Финальные матчи ЧЕ-2016                         |

Итого: 110 матчей / 15 голов; 83 победы, 12 ничьих, 15 поражений.